# Hnutí pro-life
Hnutí pro-life, hnutí za právo na život (right-to-life movement) či hnutí pro život (pro-life movement) je souhrnné označení pro stoupence a iniciativy na ochranu lidského života od početí po přirozenou smrt. Jelikož nejstarším a hlavním jednotícím tématem hnutí, které se začalo konstituovat na počátku druhé poloviny 20. století, je boj proti interrupcím, používal se dříve pojem protipotratové hnutí, na přelomu 20. a 21. století se však objevila nová témata, která v době jeho vzniku nebyla ještě aktuální, především euthanasie a výzkum a používání embryonálních kmenových buněk, takže jeho stoupenci začali upřednostňovat pojmenování odpovídající novému, širšímu záběru.
Mimo tato generalizující témata existují i další, která organizace pro-life prosazují, byť už často ne tak důrazně a všeobecně, především pak jde o ochranu tradiční rodiny a nesouhlas se stejnopohlavním manželstvím, odpor proti antikoncepci, prosazování přirozeného plánování rodičovství a odmítání trestu smrti[zdroj?] a válek.
Činnost hnutí zahrnuje protestní a nátlakové akce a politický lobbying, vzdělávací a osvětové akce i rozsáhlé sociální programy na poskytování, podporu a propagaci pomoci matkám v nouzi, adopčních programů či paliativní péče.
Největšími světovými pro-life organizacemi jsou International Right to Life Federation a Human Life International, největší českou pak Hnutí Pro život ČR.
Obecně bývá v evropském a americkém civilizačním prostoru pro-life postoj častěji spjat s konzervativním politickým názorem, avšak existuje i řada pro-choice konzervativců, stejně jako pro-life liberálů a libertariánů.

## Motivace
Členové a stoupenci hnutí pro-life mohou být motivováni mnoha různými způsoby: osobní zkušeností, náboženstvím, filosofií, argumentací o počátku života, kulturou, politickou orientací či prostě přesvědčením, že interrupce škodí společnosti a ženám.

## Zastoupení
Zastoupení příznivců pro-life se liší podle regionů, pohlaví, věku a politického názoru. V USA v roce 2009 podle výzkumu Gallupova ústavu stranilo v roce 2007 postoji pro-life 51 % obyvatel a pro naprostý zákaz interrupcí bylo 23 % dotázaných, zatímco pro úplný přístup k interrupcím bylo 22 % respondentů. Mezi pro-life stoupenci převažují voliči Republikánské strany, voliči Demokratické strany se ze 60 % kloní k postoji pro-choice, přičemž je trend pro-life stoupající. V České republice v roce 2007 v otázce umělého přerušení těhotenství je 72 % obyvatel pro úplné právo volby, 19 % podmiňuje interrupci přihlédnutím ke stavu matky, 5 % podmiňuje interrupci pouze ohrožením života matky a jen 1 % obyvatel je pro úplný zákaz interrupcí (stav z roku 2007), přičemž trend počtu odpůrců interrupce je klesající. Mezi stoupenci pro-life postoje k interrupcím převažují lidé věřící, starší 60 let, muži a lidé se základním vzděláním.

### Křesťanství

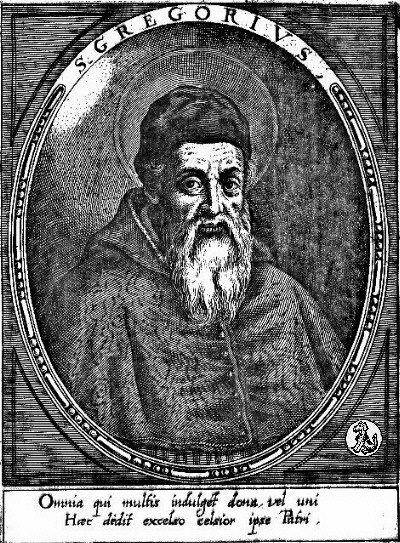
Sv. Řehoř z Nyssy nepovažoval ranou fázi zárodku za plnohodnotného člověka, nicméně i tak považoval úmyslné vyvolání jeho potratu za smrtelný hřích

Křesťanství má od svého počátku k interrupcím striktně odmítavý postoj. Bible se sice k otázce interrupcí přímo nevyjadřuje, nicméně odpůrci interrupcí z řad křesťanů poukazují přímo na desatero a přikázání nezabiješ (resp. nebudeš vraždit), které podle nich tuto otázku plně řeší. Ostré odsouzení interrupcí obsahují už raně křesťanské spisy z 1. století, především Didaché, dokument církevně-právního charakteru, který zakazuje křesťanům jednak zabíjet nenarozené děti, jednak stýkat se s těmi, co potraty provádějí, a List Barnabášův.
Jako těžký zločin či vraždu odsuzuje interrupci celá řada kazatelů a církevních otců, nejznámější jsou v tomto ohledu pasáže z učení Tertulliana, sv. Basila Velikého a sv. Řehoře z Nyssy, který sice nepovažoval ranou fázi zárodku za plnohodnotného člověka, neboť podle něj do něj duše vstupovala později, nicméně potrat i tak považoval za smrtelný hřích. Sv. Augustin v různých pracích postuloval různá stanoviska ohledně toho, odkdy je duše v těle a nakonec prohlásil, že rozřešit tuto otázku je nad síly jeho rozumu. Ať už ale kladl příchod duše kamkoliv, potrat v jakémkoliv stadiu vývoje zárodku rovněž považoval za smrtelný hřích.
Odmítavý postoj křesťanství k interrupcím přetrval v jeho hlavních proudech od jeho počátku až do dnešních dnů, byť v různých obdobích, v závislosti na oblibě Aristotelově teorie oduševnění plodu a vývoji poznání procesu lidského rozmnožování a vývoje jedince, se měnilo nazírání na závažnost uměle vyvolaného potratu v časných stadiích těhotenství a v souladu s tím byly modifikovány i církevní tresty za tento druh interrupce udělované. Jako vážný hřích však byly interrupce vnímány vždy. Vývoj lidského poznání v oblasti genetiky a embryologie vedl v 19. a 20. století k zaujetí či potvrzení přísnějších postojů v této věci.
Interrupce dnes ostře odmítají katolická církev, pravoslavné církve i drtivá většina evangelikálních větví protestantismu, jakož i konzervativních a fundamentalistických protestantských odnoží. V liberální větvi protestantismu existují významná společenství, které se k interrupcím staví shovívavě. Hlavní katolickou patronkou pro-life hnutí je sv. Gianna Beretta Molla.
Podobné názorové rozdělení panuje ve věci euthanasie. Katolická církev, pravoslavné církve i drtivá většina evangelikálních, konzervativních a fundamentalistických odnoží protestantismu euthanasii odmítá. Katechismus katolické církve klasifikuje euthanasii jako mravně nepřijatelnou, ať už jsou důvody a prostředky jakékoliv. Na druhé straně však přiznává pacientovi právo v beznadějných případech odmítnout „léčbu za každou cenu“, což se vejde do některých širších definic tzv. pasivní euthanasie (které však nejsou obecně přijímány). Lékaři dává právo používat za určitých hraničních okolností prostředky k mírnění bolesti, i když tím bude riskovat krácení dnů pacienta, „pakliže to odpovídá lidské důstojnosti, není-li smrt chtěna ani jako cíl, ani jako prostředek, nýbrž jen předvídána a připouštěna jako nevyhnutelná“. U liberálního protestantismu se vyskytují i stanoviska euthanasii za určitých okolností akceptující.

## Agendy hnutí
Předměty činnosti hnutí se mohou lišit v závislosti na místě, čase, místních podmínkách a aktuálním společenském dění. Hnutí tak vstupuje do nejrůznějších morálně etických a často i kontroverzních společenských témat jako jsou například ochrana lidského života (interrupce, povolení zásahů do genomu lidských embryí, euthanasie), podpora tradiční rodiny (definice rodinného práva, domácí vzdělávání, výživné od státu, životní minimum), pohřebnictví, definice občanského a trestního práva, svoboda víry a projevu, legalizace prostituce a vyrovnání se s komunistickou minulostí.

## Aktivity hnutí
Činnost hnutí je velmi pestrá, zahrnuje protestní a nátlakové akce a politický lobbying, vzdělávací a osvětové akce i rozsáhlé sociální programy na poskytování, podporu a propagaci pomoci matkám v nouzi, adopčních programů či paliativní péče. Na druhou stranu se k hnutí pro život hlásí i extrémisté, kteří k dosažení svých cílů používají násilí.

### Přesvědčovací akce
- Ultrazvuk zdarma – žena, která se rozhodla či rozhoduje pro interrupci, je pozvána do poradny/centra pro ženy v tísni, kde je jí zdarma poskytnuto vyšetření ultrazvukem a následně fotografie počatého potomka. Často je kombinováno i s nabídkou další pomoci, kterou centra poskytují. V USA je značně rozšířeno, nabídka ovšem závisí na finančních možnostech provozovatele daného centra/místního pro-life hnutí.

- Pouliční poradenství – aktivisté se snaží oslovovat návštěvníky interrupčních klinik (či obecně kolemjdoucí) a přemlouvají je, aby své rozhodnutí změnili, případně obecněji zavádějí řeč na problematiku morálnosti interrupce a rozdávají literaturu, kontakty na centra pro ženy v tísni či jiné propagační materiály. Rozšířeno v řadě zemí.

### Protestní a nátlakové akce

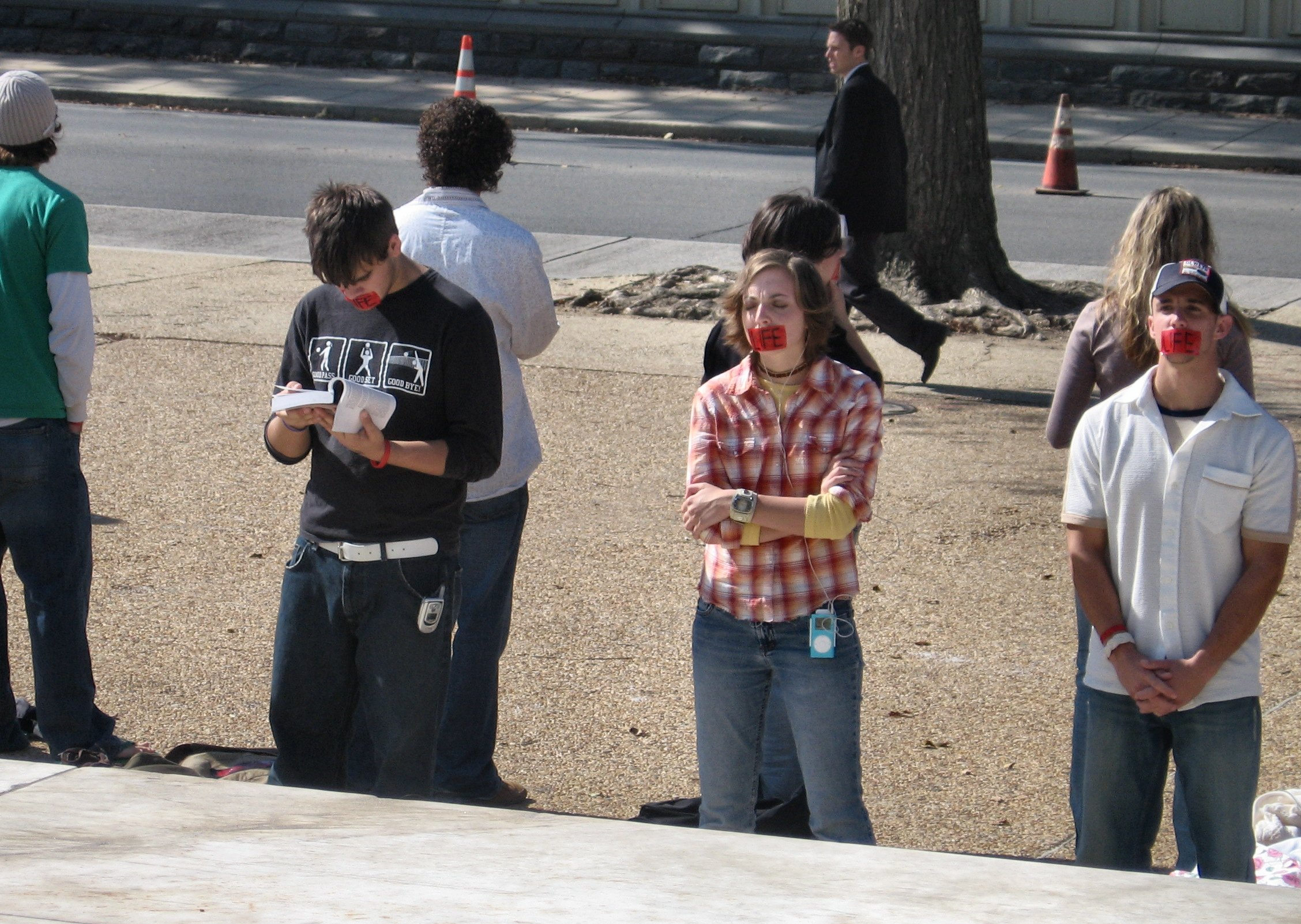
Řetěz protestujících pro-life aktivistů před Nejvyšším soudem Spojených států

- Pochod pro život – protestní akce v podobě manifestačního či modlitebního průvodu nebo pouti. Všeobecně rozšířený způsob manifestace, používaný i v České republice.

- Provokace – poměrně novým přístupem pro-life aktivistů je sbírání důkazů o porušování zákonů interrupčními klinikami za pomoci provokací. Průkopníkem této metody jsou americká studentka Lila Rose a jí založená pro-life organizace Live Action. Ta vysílá velmi mladě vypadající dívky do interrupčních klinik, kde dotyčné předstírají, že jsou nezletilé a těhotné, a za pomoci skryté kamery sbírají důkazy o tom, že interrupční kliniky kryjí sexuální zneužívání nezletilých, provádějí ilegální interrupce a neinformují rodiče nezletilých žadatelek. Získané záznamy pak skupina zveřejňuje na internetu a poskytuje zákonodárcům a zodpovědným úřadům. Kliniky Planned Parenthood již díky jejím akcím přišly o statisíce dolarů dotací a některé čelí vyšetřování.[16]

- Zveřejňování fotografií a videí z umělých potratů – známou se stala aktivita Stop Genocidě[17][18], nebo film Němý výkřik.

- Živý řetěz – demonstrující vytvoří řadu podél cesty či chodníku a mlčky stojí, případně drží pro-life slogany. Součástí tohoto typu demonstrace není blokování cest ani pokřikování hesel. V Americe velmi rozšířený a oblíbený způsob demonstrace.

### Modlitební akce
- Kruciáta – soustředěné modlitební úsilí na úmysl odpovídající cíli pro-life. Může mít mnoho podob a forem, podmínky jsou stanoveny při vyhlášení konkrétní akce. Běžná je po celém světě, organizována je i v České republice.[19]

- Modlitby před nemocnicemi či interrupčními klinikami – někdy spojené s rozdáváním materiálů a případně i hovorem s pacientkami. Rovněž celosvětově rozšířené. V České republice je pomáhá organizovat Hnutí Pro život ČR.[20]

### Praktická pomoc
- Poradny/centra pro ženy v tísni – provozování center/poraden specializujících se na pomoc těhotným ženám, ženám které mají potíže počít dítě, ale i ženám trpícím následky interrupce, je běžnou agendou pro-life organizací po celém světě. Rozsah služeb, které poskytují, je ovšem závislý na ekonomické síle organizací, které je provozují. V České republice jsou příkladem takových zařízení např. Aqua vitae – poradna pro ženy v tísni provozovaná Hnutím Pro život ČR[21] či Azylový dům pro těhotné ženy v tísni provozovaný obecně prospěšnou společností Dlaň životu.[22]

## Protipotratové násilí
Přímé násilné akce proti poskytovatelům interrupcí jdou od obyčejného fyzického napadení přes pokusy o vraždu a úspěšné vraždy lékařů a lékařského personálu až po žhářství a pumové útoky na veřejná místa a potratové kliniky. G. Davidson Smith z kanadské výzvědné služby označuje pro-life extrémisty (spolu s extrémními bojovníky za práva zvířat a eko-teroristy) za „monotematické teroristy“. V Severní Americe byla tato forma odporu proti potratům na vzestupu do poloviny 90. let 20. století. Podle výzkumu z roku 2005 provedeném americkou pro-choice feministickou organizací Feminist Majority Foundation je cílem vážných útoků pouze 18,4 % interrupčních klinik a zařízení, což je nejnižší hodnota od roku 1994. Studie americké Národní interrupční federace ukazuje, že násilí proti aborčním klinikám trvale klesá od roku 2001.
Většina obhájců pro-life názorů, stejně jako organizace z hlavního proudu pro-life odmítají použití násilí jako prostředku pro podporu svých cílů, neboť i interrupci vnímají jako násilí, resp. vraždu. Největší pro-life organizace v USA, National Right to Life Committee, prohlásila, že „jednoznačně odsuzuje jakékoli násilí páchané jednotlivci bez ohledu na jejich motivace“.
Ondřej Jež v článku Protipotratový terorismus uvádí, že „extremisté představují pouze malou část hnutí proti potratům“. Konkrétně vyslovuje domněnku, že Pro-Life Virginia podporuje teroristickou Army of God. Také uvádí případ Josepha Scheidlera, předsedy Pro-Life Action League, který byl opakovaně vězněn a pokutován za útoky na kliniky a též podezříván z bombových útoků. V Česku se podle autora potratový extremismus nevyskytuje (k datu 2003).
Jiné pro-life organizace, například Operation Rescue, jdou střední cestou, kdy sice přímo nepáchají násilí na interrupčních pracovnících, ale pravděpodobně ho podněcují, když zveřejňují jejich soukromé informace a zároveň si veřejně přejí, aby „byli souzeni (...) a popraveni“, případně aby „přijali Boha nebo je stihlo neštěstí“. Někteří pro-choice kritikové hnutí pro život tvrdí, že extrémní násilí je přímým následkem jazyka, taktiky a argumentů, které používají odpůrci potratů.
Významným příkladem proti-interrupčního násilí je vražda jednoho z nejvýznamnějších poskytovatelů pozdních interrupcí George Tillera.
Čelní představitelé hnutí pro život a pro-life skupiny vraždu odsoudili.

### Střelba v Colorado Springs
27. listopadu 2015 zaútočil Robert Dear (57 let) vyzbrojený samonabíjecí puškou na kliniku Planned Parenthood v Colorado Springs. Tři lidé byli zabiti a devět dalších zraněno. Útočník se vzdal policii. Po svém činu odkázal k výše zmíněnému videu.